# روبرت ويد
روبرت ويد (12 ديسمبر 1968 في المملكة المتحدة - )  (بالإنجليزية: Robert Wade)‏ هو لاعب كريكت بريطاني.

## وصلات خارجية
- روبرت ويد على موقع أرشيف الشارخ.